# Apatura claribella
Apatura claribella är en fjärilsart som beskrevs av Hans Fruhstorfer 1902. Apatura claribella ingår i släktet Apatura och familjen praktfjärilar. Inga underarter finns listade i Catalogue of Life.